# ゲディミナス

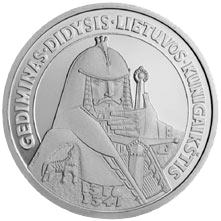
貨幣に彫られたゲディミナス

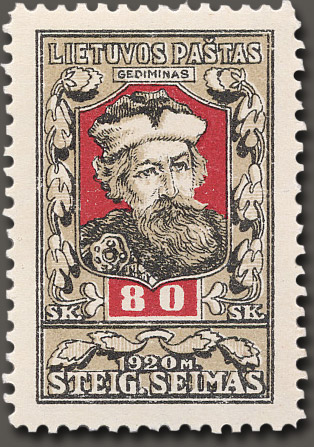
1920年8月25日に発行されたゲディミナスの切手

ゲディミナス（Gediminas, 1275年 - 1341年）は、中世リトアニア大公国の君主、リトアニア大公（在位：1316年 - 1341年）。これは主にリトアニア人とルーシ人の君主を意味していた。帝国としてのリトアニア大公国の実質的な創始者である。キリスト教化に抵抗した熱心な異教徒との評価があるが、実際はより複雑な事情があった。

## 当時使用された称号
ゲディミナスのラテン語での公式称号は以下の通りである。
- Gedeminne Dei gratia Letwinorum et multorum Ruthenorum rex[1]（神の恩寵によるリトアニア人及び多くのルーシ人の王ゲディミナス[1]）

1322年と1323年にゲディミナスがローマ教皇に宛てた手紙には、Princeps et Duke Semigallie （セミガリアの君主にして公）との称号がさらに加えられている 。一方、低ドイツにおいては、ゲディミナスは、単に（ラテン語のRex Lethowye に相当する）Koningh van Lettowen（リトアニアの王）と称していた。しかし、ラテン語のrex'の称号は、13世紀以降、教皇が称号を有する権利を認めることを主張しており、ゲディミナスの称号の使用について、カトリック教会の史料において見解が分かれている。例えば、ある史料では、彼はrex sive dux （王あるいは公）と呼ばれていた。また、ローマ教皇ヨハネス22世がフランス王に宛てた手紙では、教皇はゲディミナスを「rexと自称する者」と呼んでいた。しかし一方でヨハネス22世がゲディミナスに対して呼びかける際にはゲディミナスをrexと呼んでいる。

## 出自

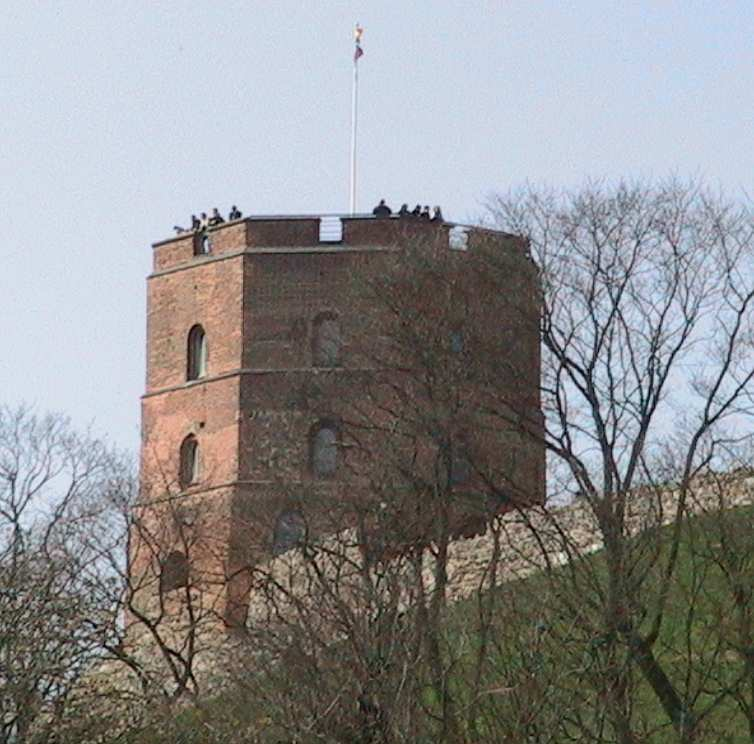
ヴィリニュスの「ゲディミナスの塔」 後世にゲディミナスにちなんで建てられた塔

ゲディミナスは原初の年代記の記述によってリトアニア大公ヴィテニスの馬丁と推定されていたが、現在ではヴィテニスの弟でありブトヴィーダスの息子とおおむね考えられている。後世ではリューリク朝に由来する出自であると誤った説を立てられたこともあった。近年の研究においても、ゲディミナスの祖父の名は正確に判明していない。ゲディミナスは1316年に40歳で公位に就き、その治世は25年に渡った。

## 宗教の選択
ゲディミナスは本来のリトアニアを始め、ジェマイティヤ、ナヴァフルダク、ポドラツィア、ポロツク、ミンスクといった広大な領土を相続した。しかしその周囲には積極的且つ貪欲な敵が取り巻いていたが、最も危険なのがドイツ騎士団とリヴォニア騎士団であった。騎士団のキリスト教への改宗を口実とするリトアニアへの組織的な侵攻は、全リトアニアの部族が共通の敵を目標にして統一された時から続く長きに渡るものであった。だがゲディミナスの王朝設立は単に安定性のみならず影響力の獲得にあり、その目的は教皇庁へ直接に使節を派遣することであらわれた。1322年末にゲディミナスがヨハネス22世に送った手紙には、騎士団からの迫害に対する抵抗の懇願やフランシスコ修道会やドミニコ修道会がリトアニア国内で神の言葉を伝道するための特権を既に享受していることが知らされ、教会内の特使を送るよう懇願していた。
教皇庁からの好意的な返事を受け取ると、ゲディミナスは1325年1月25日に主にハンザ同盟都市に対して、自国への自由な道と自国を開拓するための貴族や騎士と言った身分階級や職人の招聘を提供する手紙を送った。移民は定められた土地に住み、自国の法で管理した。聖職者や修道士は既に招かれ、ヴィリニュスやナヴァフラダクに教会を建てていた。1323年10月にリガの大司教、デルプトの司教、デンマーク王、ドミニコ会とフランチェスコ会、ドイツ騎士団総長がヴィリニュスに招待され、そこでゲディミナスは教皇の特使が来たら直ぐに洗礼を受けると約束した。ヴィリュニスでの署名は、キリスト教会全体では、単にゲディミナスと代表団の特権の確約の約束と名付けられている。
しかしリトアニアのキリスト教化は、ドイツ騎士団との関係には何の意味もなさず、ドイツ騎士団はゲディミナスは骨の髄まで異教徒であると吹聴することに努めた。これは不幸にも成功を収めた。ゲディミナスの主要な課題はリトアニアをドイツ人からの破壊から守ることにあった。しかし、ゲディミナスは既に異教徒が半分を占める地で異教徒の君主として君臨していた。ゲディミナスは、異教徒のサモギティア、主に正教徒であるルーシ（ウクライナとベラルーシ）、同盟者であるカトリックのマゾフシェを同等に束ねたのである。その政策は必然的で不確かで不明瞭、影響力はとても安易に解決出来るものであった。

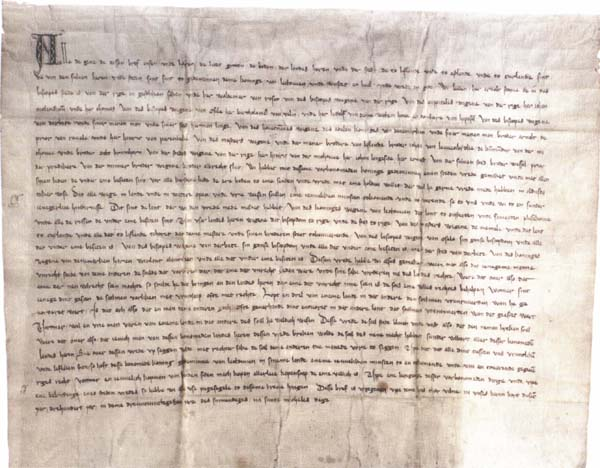
ゲディミナスとドイツ騎士団の平和の同意

ゲディミナスの、ドイツ騎士団のポーランドにおける数少ない領土であるドブジンへの侵攻は、直ちに騎士団にゲディミナスに対する武器が与えられた。騎士団のために祈りを捧げるエルビンの宗務院であるプロイセンの大司教はゲディミナスの手紙の実効性に疑問を示し、信仰の敵であることを非難した。正教徒はゲディミナスのカトリックへの傾斜を非難した。リトアニアの異教徒はゲディミナスが古くからの神々を放棄したことを非難した。このゲディミナスは以前の約束の拒絶、即ち1323年9月にリガに到着した教皇特使の拒絶及びフランシスコ修道会の国内退去で困難な状況を解決した。これ等のことはリトアニアは未だに異教徒の要素が強いという政治認識に後退し、来るべき民族の苦悩が未だに払うことが出来ないことであった。
同時にゲディミナスはリガの教皇特使に個人的な使節を送って己の困難な状況が洗礼の延期を強いさせたと知らせ、教皇特使はリトアニアの近付き難い隣国が次の4年間に戦争をする時にゲディミナスとリガの大司教が取り決めを批准することで信頼を示した。それにも係らず、1325年にドイツ騎士団は教会の非難を無視してゲディミナスとの戦争を再開した。その間ゲディミナスは、ポーランド王ヴワディスワフ1世短身王の息子であるカジミェシュ3世に娘アルドナを嫁がせることで同盟を結んで状況を改善している。

## ロウェルの視点
ゲディミナスのキリスト教への改宗の二捨一択はステファン・クリストファル・ロウェルの著作『Lithuania Ascending: A Pagan Empire within East-Central Europe 1295-1345』で指摘されている。ロウェルはゲディミナスはキリスト教に改宗しようとしなかったと信じている、ゲディミナスは民族の庭園であるリトアニアのジェマティアやアウクスタイチアの古くからの習慣を強く保持していたからである。その一方でゲディミナスの戦略はドイツ騎士団との戦いの際にローマ教皇や他のカトリック諸国からの援助や好意的な立場を得るためにキリスト教に興味があるように装ったのである。
ロウェルは、1322年に教皇ヨハネス22世に宛てた公的な手紙には意図不明な"fidem catholicam recipere"と言うフレーズは は“自身のためにカトリックを受け入れる”或いは単に“カトリック信仰はリトアニアに来る（カトリック信仰は自分たちの宗教を許す）”と指摘している。自身の本の197ページで以下のように記している。

“信仰の秘策”という曖昧なフレーズは明らかに熟考している。大公は洗礼と驚きを尋ねていることに意味をなさないことに印象を与えられる。しかしこれは同時に単にカトリックがリトアニアに来るという曖昧さである。ゲディミナスが後に改宗に遠回しな姿勢を取っていることからしてこれは明白な欺瞞である。

ロウェルはまた指摘する。ゲディミナスがカトリックの聖職者が自国でへの奉仕や臨時に宿泊するために入国を許していた時に、聖職者はリトアニア人への強引な改宗への試みや土着の宗教を侮辱していた。このような時期の1339年-1340年にゲディミナスはリトアニアの宗教に対して公的な説教をしていたボヘミア出身のウルヒリとマルティンという2人の修道士を処刑している。ゲディミナスは彼等に棄教を命じ、拒否したために殺したのである。1369年に同じ理由で5人の修道士が処刑されている。
ロウェルは1342年のゲディミナスの火葬は異教の儀式で満たされ、人身犠牲として幾人かのドイツ人の奴隷が死体とともに薪の中に投げ込まれたと指摘している。以上のことからゲディミナスにはリトアニアの異教の信仰が残り、カトリックへの興味の装いはドイツ騎士団に対する同盟を得るための計略的なものだったのである。
ロウェルは、遡るほど20年前にテンプル騎士団がフランス王フィリップ4世端麗王と教皇クレメンス5世の策謀で潰され、これがゲディミナスや他のドイツ騎士団の敵（ポーランド王やリガの大司教）がドイツ騎士団も教皇に潰されるとの確信が助長されたと指摘している。1322年の手紙には政治的面が理解できる。

## スラヴ人の土地の併合

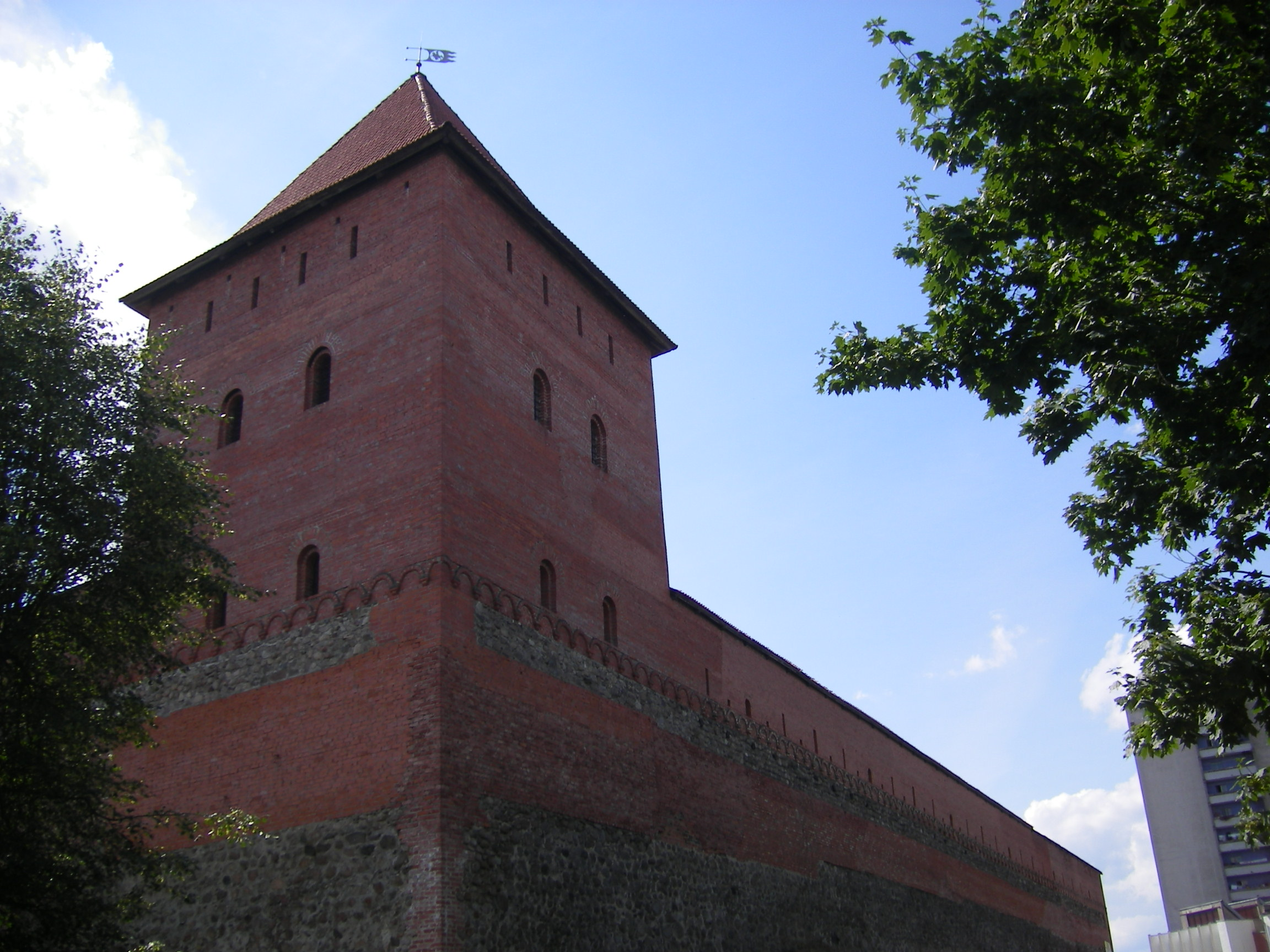
リダのゲディミナス城（復元）

北方の敵への守備を固める一方で、ゲディミナスは1316年から1340年にかけて、互いに抗争を繰り返して荒れ果てていた南部や東部のスラヴ人の公国へ領土を拡張した。彼の地でゲディミナスは勝利の凱旋を行ったが、これには様々な点で不可解である。資料が少なく、目立った出来事も非常に疑わしいからである。もっとも重要な領土の拡大は、ハールィチ・ヴォルィーニ大公国の併合である。ゲディミナスの息子のリュバルタスとハールィチ公の娘と結婚させることで獲得したのだ。
モンゴルの侵攻で覚醒したスラヴ人を搾取する一方で、ゲディミナスはジョチ・ウルスとの戦いを局地的なものに留め、争いは避けるようにしながら国境を黒海へ広げていった。ゲディミナスは同時に新興のモスクワ大公国のセミョーンに娘のアナスタシアを嫁がせて同盟を確保した。しかしゲディミナスはモスクワへの影響と同時に北ロシアやプスコフ共和国に援助を行い、彼等の君主と認識させ、ノヴゴロド公国から離脱させている。

## 国内の出来事
ゲディミナスの国内統治は賢君として留めている。正教の修道士と同じくカトリックの修道士を保護し、リトアニアの軍隊の水準を効果的且つ達成的にまで上げ、防壁の輪で国土を守り、首都となるヴィリュニスを含む都市に多くの城を建てている。最初の首都は新しく建てたトラカイだったが、1323年に永遠の首都となるヴィリュニスを再建した。

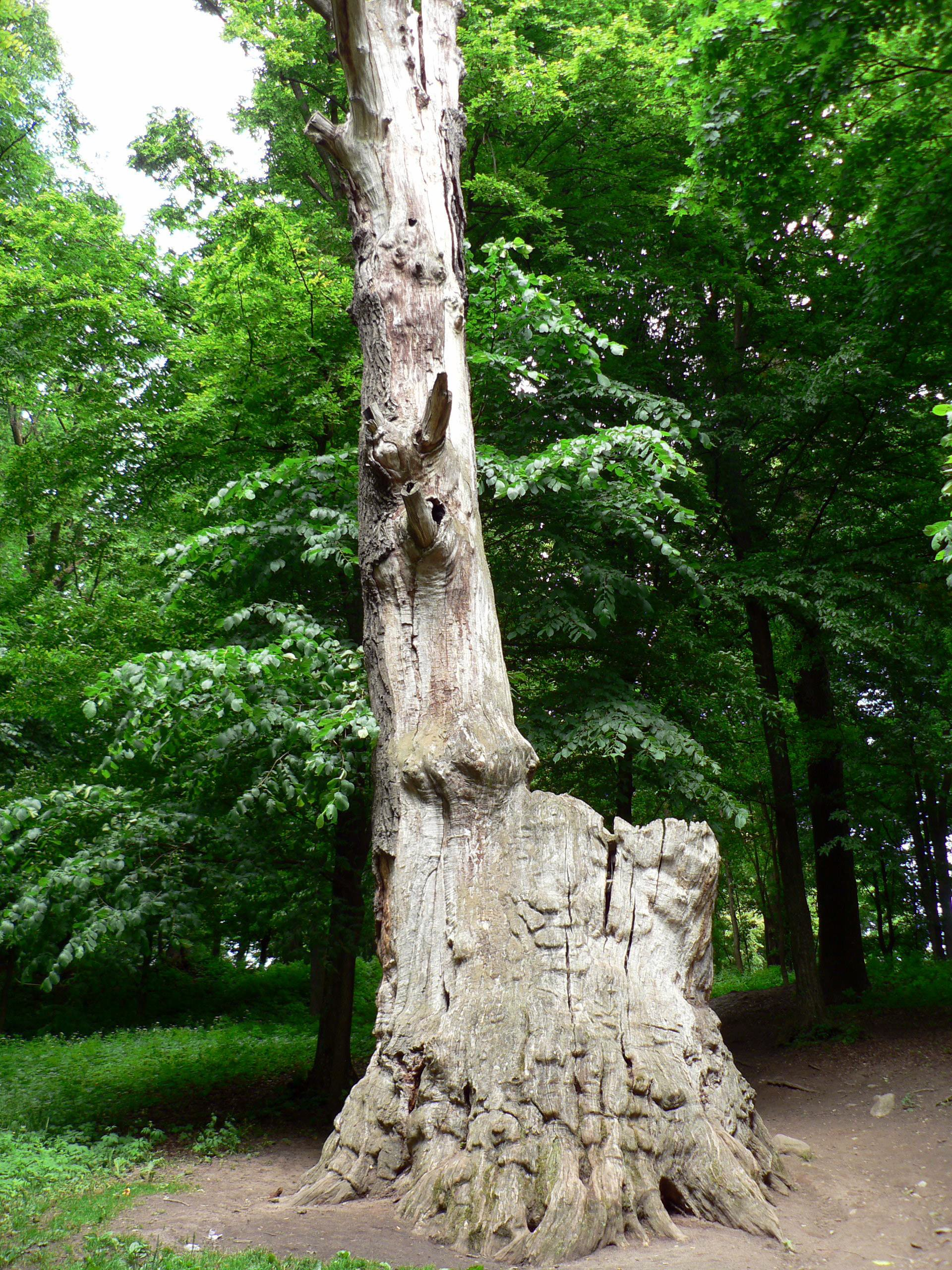
An oak in Raudone under which Gediminas is reputed to have been mortally wounded.

ゲディミナスは1341年に死去した（暗殺されたと推測されている）。3回結婚して7人の息子と6人の娘をもうけた。2人の息子は戦争で不慮の死を遂げた。ヴィリュニスを統治したヤヴーヌティスが父の死後にリトアニア大公になったが、兄であるアルギルダスとケーストゥティスに廃位された。